# Sheilagh Ogilvie
Sheilagh Catheren Ogilvie (7 ottobre 1958) è una storica ed economista canadese specializzata in storia economica. Dal 2020 è Chichele Professor of Economic History presso l'Università di Oxford. In precedenza, ha insegnato all'Università di Cambridge. Essa è vincitrice della FBA (Fellow of the British Academy).

## Biografia e formazione
Ogilvie è nata il 7 ottobre 1958, figlia di Robert Townley Ogilvie e Sheilagh Stuart Ogilvie. È cresciuta a Calgary, Alberta, Canada. Ha studiato alla Grantown Grammar School, una scuola statale a Grantown-on-Spey, in Scozia, e alla Queen Elizabeth High School di Calgary, in Alberta. Ha studiato storia moderna e inglese presso l'Università di St. Andrews, laureandosi con un Master of Arts (MA Hons) di prima classe nel 1979. Ha intrapreso la ricerca post laurea in storia al Trinity College di Cambridge e ha completato il suo dottorato in filosofia (PhD) nel 1985. La sua tesi di dottorato era intitolata "Corporatism and regulation in rural industry: wollen weaving in Wurttemberg, 1590-1740". Successivamente ha conseguito un Master of Arts (MA) in scienze sociali (economia) presso l'Università di Chicago, che ha completato nel 1992.

## Carriera accademica
Dal 1984 al 1988, Ogilvie è stata Research fellow presso il Trinity College di Cambridge. Nel 1989 è entrata a far parte della Facoltà di Economia dell'Università di Cambridge come assistente alla cattedra di storia economica. È stata promossa a docente nel 1992 e nel 1999 è diventata Reader di storia economica. Nel 2004 è stata nominata professore di Storia Economica. Tra il 2013 e il 2016, ha inoltre tenuto una cattedra di ricerca Wolfson/British Academy.
Nell'aprile 2020 è stato annunciato che sarebbe stata la prossima Chichele Professorship di storia economica presso l'Università di Oxford. Ha assunto la cattedra per l'inizio dell'anno accademico 2020/21 ed è stata inoltre eletta Fellow dell'All Souls College di Oxford. È inoltre membro associato del Dipartimento di Economia dell'Università di Oxford.
Ogilvie è stata molte volte visiting fellow. Dal 1993 al 1994 è stata visiting fellow presso l'Archivio nazionale ceco di Praga e guest dozent presso il Dipartimento di Storia economica e sociale dell'Università di Vienna. Dal 1994 al 1995 è stata visiting fellow presso il Center for History and Economics del King's College di Cambridge. Nel 1998 è stata visiting fellow presso il Center for Economic Studies dell'Università Ludwig Maximilian di Monaco.

## Onori
Nel 2004, Ogilvie è stato eletto Fellow of the British Academy (FBA), l'accademia nazionale del Regno Unito per le scienze umane e sociali. Nel 2021 è stata eletta Fellow of the Academy of Social Sciences (FACSS).

## Pubblicazioni selezionate
- Edwards, Jeremy, and Sheilagh Ogilvie. "Contract enforcement, institutions, and social capital: the Maghribi traders reappraised1." The Economic History Review 65.2 (2012): 421-444.
- Ogilvie, Sheilagh. Institutions and European trade: Merchant guilds, 1000–1800. Cambridge University Press, 2011.
- Ogilvie, Sheilagh. "Rehabilitating the guilds: a reply." The Economic History Review 61.1 (2008): 175-182.
- Ogilvie, Sheilagh. "'Whatever is, is right'? Economic institutions in pre‐industrial Europe1." The Economic History Review 60.4 (2007): 649-684.
- Ogilvie, Sheilagh. "How does social capital affect women? Guilds and communities in early modern Germany." The American historical review 109.2 (2004): 325-359.
- Ogilvie, Sheilagh. "Guilds, efficiency, and social capital: evidence from German proto-industry." Economic history review (2004): 286-333.
- Ogilvie, Sheilagh C. A bitter living: women, markets, and social capital in early modern Germany. Oxford University Press on Demand, 2003.
- Ogilvie, Sheilagh, and Markus Cerman. European proto-industrialization: an introductory handbook. Cambridge University Press, 1996.
- Edwards, Jeremy, and Sheilagh Ogilvie. "Universal banks and German industrialization: a reappraisal1." The Economic History Review 49.3 (1996): 427-446.